# Tellurure de mercure-cadmium
Le tellurure de mercure-cadmium (HgCdTe), souvent appelé « mercatel » (abréviation du nom anglais mercury cadmium telluride), est un alliage de tellurure de mercure (HgTe) et de tellurure de cadmium (CdTe). Le premier étant un semi-métal (pas de gap) et le second un semi-conducteur binaire de gap 1,5 eV à température ambiante, le tellurure de mercure-cadmium est un semi-conducteur ternaire dont le gap varie entre 0 et 1,5 eV, en fonction de la proportion de mercure et de cadmium. C'est l'un des matériaux semi-conducteurs dont le gap peut être le plus petit, et il trouve ses applications dans le domaine de l'opto-électronique infrarouge (photodétecteur infra-rouge, détecteur infrarouge, cellule photovoltaïque), la variation du taux mercure/cadmium permettant d'ajuster le gap aux applications du matériau. Le tellurure de mercure-cadmium est parfois considéré comme le troisième plus important semi-conducteur après le silicium et l'arséniure de gallium.

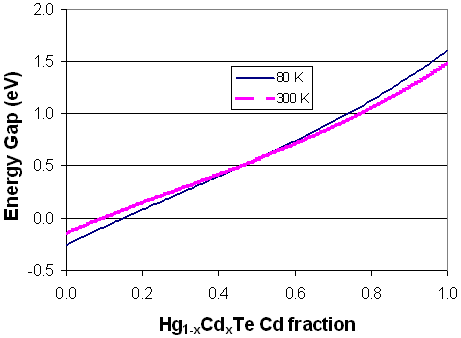
Gap du tellurure de mercure-cadmium en fonction de la fraction en cadmium.

## Propriétés

### Électroniques
La mobilité des électrons dans HgCdTe avec un fort taux de mercure est très grande. Parmi les semi-conducteurs utilisés pour la détection d'infra-rouge, seuls l'antimoniure d'indium (InSb) et l'arséniure d'indium (InAs)  ont une mobilité plus importante que HgCdTe à température ambiante.
À 80 K, la mobilité des électrons d'un échantillon de Hg0,8Cd0,2Te peut être de plusieurs centaines de cm2/(V·s). Les électrons ont aussi une plus grande longueur balistique à cette température : leur libre parcours moyen peut être de plusieurs micromètres.

### Mécaniques
HgCdTe est un matériau fragile à cause des liaisons faibles que forment le mercure avec le tellure. Il est plus fragile que n'importe quel semi-conducteur III-V usuel. La dureté en échelle de Mohs de HgTe est de 1,9, celle de CdTe est de 2,9 et celle de Hg0,5Cd0,5Te est de 4.

### Thermiques
La conductivité thermique de HgCdTe est basse ; pour des matériaux à faible concentration en cadmium elle peut descendre jusqu'à 0,2 W·K-1·m−1. Cette caractéristique le rend inutilisable pour des appareils à puissance élevées. Même si des diodes électroluminescentes (LED) et des lasers infra-rouge ont été fabriqués à partir de HgCdTe, ils doivent opérer à basse température pour être efficaces. Sa capacité thermique massique est de 150 J·kg−1·K−1.

### Optiques
HgCdTe est transparent pour les photons à l'énergie inférieure à son gap (domaine de l'infrarouge). Son indice de réfraction est élevé, pouvant atteindre des valeurs proches de 4 pour des composés à haute teneur en mercure.